# Athysanella gisella
Athysanella gisella är en insektsart som beskrevs av Wesley och Blocker 1985. Athysanella gisella ingår i släktet Athysanella och familjen dvärgstritar. Inga underarter finns listade i Catalogue of Life.